# Charlot si diverte
Charlot si diverte (The Rounders) è un cortometraggio del 1914 diretto e interpretato da Charlie Chaplin e Roscoe Arbuckle. Prodotto dalla Keystone Pictures Studio, il film, l'unico a vedere i due attori come protagonisti insieme, fu completato il 14 agosto 1914 e distribuito negli Stati Uniti dalla Mutual Film il 7 settembre, mentre in Italia fu trasmesso su Rai 1 il 31 gennaio 1970 nel programma Oggi le comiche. In seguito trasmesso anche col titolo I girovaghi, mentre in inglese è noto anche come Going Down, Oh, What a Night, The Love Thief, Tip, Tap, Toe, Revelry e Two of a Kind.

## Trama
I signori Full e Fuller alloggiano in due camere antistanti dello stesso albergo. Entrambi tornano a casa ubriachi ricevendo una ramanzina dalle rispettive mogli, ma quando i coniugi Full sentono che l'alterco dei vicini si sta facendo violento vanno a indagare. Mentre le mogli discutono tra loro, i mariti fanno amicizia e vanno insieme in un caffè dove iniziano subito a causare problemi. Quando le loro coniugi li rintracciano, i due ubriaconi fuggono in un parco e da lì si avventurano sul lago con una barca a remi. Finalmente fuori dalla portata delle loro mogli, i due si addormentano ignari di stare imbarcando acqua, finché non rimangono completamente sommersi.

## Distribuzione

### Data di uscita
Le date di uscita internazionali sono state:
- 7 settembre 1914 negli Stati Uniti
- 19 marzo 1916 in Spagna (Charlot y Fatty en el café)
- 10 novembre in Danimarca (Chaplin paa Nattesjov)
- 1920 in Svezia (Åh vilken natt)
- 23 ottobre 1922 in Finlandia (Kapakkakierros)